# آلهة قرطاج

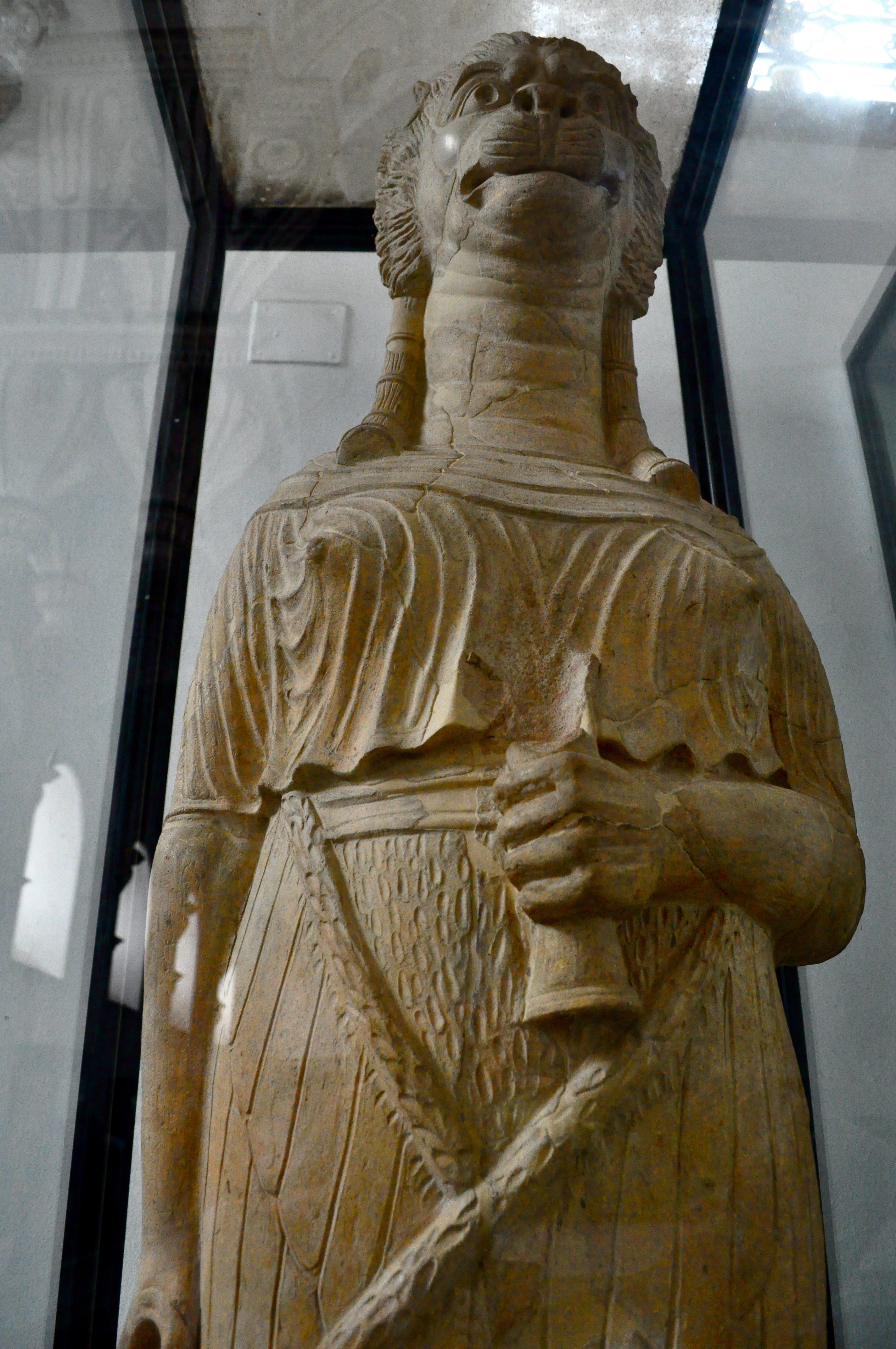
الإلهة تانيت في المتحف الوطني بباردو

تعددت اللآلهة في قرطاج البونية نتيجة تعدد العناصر المكونة للحضارة القرطاجية مما ساهم في تنوع العبادات والطقوس التي مارسها القرطاجيون.

## تعدد الآلهة
تعددت الآلهات في الفترة القرطاجية فقد عبد القرطاجيون كغيرهم من الشعوب القديمة مجموعة من الآلهة على رأسها بعل حمون كبير الآلهة وحامي القرطاجيين رمز الخصب والرخاء وإله الشمس والمطر. ثم تانيت آلهة الخصوبة وهي الإلهة الأم ثم عشتارت الآلهة الكنعانية رمز الحب والبحر والموت. ويشكل الثلاثة مايسمى بالثالوث الإلهي كظاهرة قديمة منتشرة. إضافة إلى ذلك عبد القرطاجيون آلهة دخيلة مثل ديمترة الإغريقية ألهة الزراعة التي دخلت في القرن 4 ق. م وملقرط حامي المشاريع البحرية والمستوطنات وإله صور ويبرز ذلك من جهة أولى تدين المجتمع القرطاجي ومن جهة أخرى تواصله عقائديا مع أبرز شعوب العالم القديم.

## أهمية العبادة والطقوس
خصص القرطاجيون فضاءات للعبادة من أبرزها معبدي التوفاة مقر بعل حمون وآشمون ولم تكن هذه المعابد مقتصرة فقط على المجال العقائدي الوثني بل هي مجال لتعلم القراءة والكتابة والعلوم ومجالس للأدب كما تعقد فيها الاجتماعات السياسية المصيرية.
ضمن معتقداتهم يقدم القرطاجيون قرابين وأضاحي للآلهة يحرقها الكاهن المشرف على المعبد ويضعها في جرار أو قوارير تدفن في المعبد ويوضع عليها نقيشة تضم اسم صاحب القربان وعلى العكس مما ذهب إليه عديد المؤرخين فإن القرطاجيين لم يقدموا ذبائح بشرية حية في معبد التوفاة بقرطاج.ومن أهم الالهة القرطاجية:

### ملقرت
ملقرت أصله من مدينة صور الفينقية وباعتبار مؤسسة قرطاج عليسة من مدينة صور اللبنانية فقد انتشرت عبادة ملقرت في قرطاج واشتهر بحماية المشاريع البحرية والمستوطنات وباعتبار قرطاج مستوطنة فينيقية انتشرت عبادة ملقرت. وهو مثل للقرطاجيين على انه الاله الحامي والمحسن وهو مايفسر تعلق القرطاجيين به.

### أشمون
إله العافية والطب.

### بعل آمون
هو إله الخصوبة والمحاصيل وعميد الآلهة في الديانة القرطاجية وبعل حمون يعني سيد مذبح البخور. ذلك ان حمن تعني حسب هؤلاء المبخرة أو مذبح البخور وقد تعني أيضا الدعامات المقدسة التي هي إحدى السمات المميزة لبعل حمون وهي لها جذور كنعانية. وكلمة حمن (في الجمع) ورد ذكرها في التوراة وترتبط بالجذر حمن وتعني الساخن أو الحار.

### تانيت
هي إلهة الخصوبة والسماء، وحامية مدينة قرطاج البونية لدى القرطاجيين. وهي رفيقة بعل آمون.

### دمترة-برسفونة
إلهة الزراعة المرتبطة بالأرض.